# 大谷有為
大谷 有為（おおたに うい、1968年1月7日 - ）は、曹洞宗の僧侶。東京都新宿区出身。

## 経歴
東京都立新宿高等学校、青山学院大学経済学部経済学科卒。外資系IT企業勤務（システムエンジニア）を経て、平成6年曹洞宗大本山永平寺安居。
曹洞宗国際布教師として、1998年から2003年まで米国ハワイ州マウイ島の満徳寺(Mantokuji Mission of Paia, Maui)に駐在。
イタリア Communita di Sant'Egidio 主催「世界宗教者平和会議」、ドイツ（ミュンヘン）普門寺、米国ロサンゼルス禅宗寺記念行事等参加、隋喜。
曹洞宗国際布教審議会委員。2010年 宗立僧堂（熊本県聖護寺）通訳。熊本県聖護寺国際公開安居講師・通訳。Soto Zen International事務局員。
2015年 曹洞宗師家養成所修了。
現在、
東京都新宿区長泰寺副住職。大本山永平寺非常勤講師。2016年よりラジオNikkei「プロフェッショナル・ワークショップ」（英語ZEN入門講座）にて、全編英語による坐禅指導を担当。岡山県洞松寺専門僧堂にて、講師として外国人修行僧を指導
父親は前駒澤大学総長・大谷哲夫。